# Ерик Трамп
Ерик Фредерик Трамп (енгл. Eric Frederick Trump; Њујорк, 6. јануар 1984) амерички је предузетник, филантроп и активиста. Треће је дете и други син председника САД Доналда Трампа и његове прве супруге Иване.
Предузетник је четврте генерације (пратећи његову прабабу Елизабету, деду Фреда и оца), а тренутно обавља функцију повереника и извршног потпредседника очеве The Trump Organization, а компанију води заједно са својим старијим братом Доналдом Трампом Млађим. Током председничког мандата свог оца, браћа су инвестирала у стране државе.